# Antagonista dels receptors d'angiotensina II
Els antagonistes dels receptors d'angiotensina II (ARA II) o antagonistes dels receptors AT1 o sartans, són un grup de fàrmacs que modulen el sistema renina-angiotensina (SRA). S'utilitzen en el tractament de la hipertensió arterial, la insuficiència cardíaca congestiva i la nefropatia diabètica.
Els ARA II comercialitzats al mercat espanyol són: losartan, (EFG, Cozaar), el primer que va aparèixer; eprosartan (Navixen, Regulaten, Tevetens); irbesartan (EFG, Aprovel, Ifirmasta, Karvea); olmesartan (EFG, Atolme, Ixia, Olmetec, Openvas); telmisartan (EFG, Micardis), i valsartan (EFG, Diovan, Kalpress, Presar, Vals).

## Usos
Els antagonistes dels receptors d'angiotensina II s'utilitzen en medicina principalment en el tractament de la hipertensió arterial quan el pacient no tolera un inhibidor de l'enzim conversiu de l'angiotensina. Els ARA II per si sols no inhibeixen el metabolisme de la bradicinina o altres cinines, així que rarament estan associats a la tos seca i persistent o l'angioedema que limita la teràpia amb inhibidors de l'enzim conversiu de l'angiotensina (IECA). També s'utilitzen ARA II en el tractament de la insuficiència cardíaca, també en pacients que no toleren el tractament amb IECA, com ara el candesartan. Per altra banda, s'ha observat una millora en pacients amb hipertensió per diabetis mellitus de tipus 2 tractats amb ibesartan i losartan, i podrien tenir un efecte retardant de l'aparició o progrés d'una nefropatia diabètica. El candesartan s'ha utilitzat experimentalment en el tractament preventiu de la migranya, mentre que el losartan està en estudi com a tractament per la fibrosi muscular, pulmonar, hepàtica, cardíaca i nefròtica.

## Efectes adversos
Tant el tractament amb IECA com amb ARA II poden provocar hiperpotassèmia i problemes renals. L'ús aquests fàrmacs també està contraindicat en pacients que prèviament hagin patit reaccions d'hipersensibilitat, com ara angioedemes. Per evitar un augment pronunciat d'aquests efectes adversos, els ARA II no s'han d'afegir rutinàriament al tractament amb IECA per a la disfunció ventricular, sinó que es reserven només als casos on aquest no és una opció vàlida.
Segons un estudi del 2010, l'ús prolongat d'ARA II també podria incrementar el risc de càncer. Tot i això, altres estudis posteriors no han trobat una correlació prou forta entre l'ús d'ARA II i l'aparició de nous tipus càncer.